# Camptandrium
Camptandrium is een geslacht van kreeftachtigen uit de klasse van de Malacostraca (hogere kreeftachtigen).

## Soort
- Camptandrium sexdentatum Stimpson, 1858